# 碎花溲疏
碎花溲疏（学名：Deutzia parviflora var. micrantha）为虎耳草科溲疏属下的一个变种。

## 扩展阅读
- 維基物種上的相關：碎花溲疏